# Louriçal do Campo
Louriçal do Campo ist eine portugiesische Ortschaft und eine Gemeinde in der Nähe von Castelo Branco.

## Geschichte
Funde belegen eine vorgeschichtliche Besiedlung. Bereits 1000 v. Chr. bestand hier eine befestigte Siedlung der Castrokultur. Der heutige Ort entstand im Zuge der Siedlungspolitik während der Reconquista. So waren vermutlich die vielen Wasserläufe und die strategische Lage die wesentlichen Gründe zur Wiederbesiedlung des Ortes Anfang des 13. Jahrhunderts n. Chr.

## Verwaltung

### Die Gemeinde
Louriçal do Campo ist Sitz einer gleichnamigen Gemeinde (Freguesia) im Kreis (Concelho) im Distrikt Castelo Branco. In der Gemeinde leben 557 Einwohner (Stand 19. April 2021).
Folgende Ortschaften liegen in der Gemeinde:
- Louriçal do Campo
- São Fiel
- Torre

### Bevölkerungsentwicklung
| Einwohnerzahl der Gemeinde Louriçal do Campo (1758–2011) | Einwohnerzahl der Gemeinde Louriçal do Campo (1758–2011) | Einwohnerzahl der Gemeinde Louriçal do Campo (1758–2011) | Einwohnerzahl der Gemeinde Louriçal do Campo (1758–2011) | Einwohnerzahl der Gemeinde Louriçal do Campo (1758–2011) | Einwohnerzahl der Gemeinde Louriçal do Campo (1758–2011) | Einwohnerzahl der Gemeinde Louriçal do Campo (1758–2011) | Einwohnerzahl der Gemeinde Louriçal do Campo (1758–2011) |
| -------------------------------------------------------- | -------------------------------------------------------- | -------------------------------------------------------- | -------------------------------------------------------- | -------------------------------------------------------- | -------------------------------------------------------- | -------------------------------------------------------- | -------------------------------------------------------- |
| 1758                                                     | 1779                                                     | 1801                                                     | 1878                                                     | 1960                                                     | 1991                                                     | 2001                                                     | 2011                                                     |
| 548                                                      | 501                                                      | 599                                                      | 1 150                                                    | 1 608                                                    | 887                                                      | 805                                                      | 637                                                      |

### Gemeindepartnerschaft
- Saint-Patrice, Frankreich[5]

## Söhne und Töchter der Gemeinde
- Frei Agostinho da Anunciação (eigentlich José Bento Ribeiro Gaspar, 1808–1874), Franziskanerpater, Pädagoge und Gründer mehrerer Schulen
- José Ramos Preto (1871–1949), Politiker und Jurist, 1920 Ministerpräsident
- Joaquim Nicolau (* 1949), Schauspieler